# العلاقات الصربية المصرية
هناك علاقات بين مصر وصربيا، فكلا البلدين حافظا على العلاقات الدبلوماسية التي أقيمت بين الخديوية المصرية ومملكة صربيا منذ 20 يناير عام 1908. مصر لديها سفارة في بلغراد، بينما صربيا لديها سفارة في القاهرة.

## تاريخ
شهدت العلاقات بين البلدين فترة ازدهار غير مسبوقة في عقدي الخمسينيات والستينيات من القرن العشرين إبان تأسيس حركة عدم الانحياز وما صاحبها من روابط وثيقة بين الرئيس المصري جمال عبد الناصر والرئيس الصربي تيتو. إلا أن تفكك يوغسلافيا السابقة وما شهدته المنطقة من حروب في عقد التسعينيات من نفس القرن انعكس على مستوى العلاقات التي تم تخفيضها إلى دون مستوى السفير لمرتين في تلك الفترة، وفي المرحلة الحالية ترتبط القيادتين السياسيتين في مصر وصربيا بعلاقات جيدة.